# Juan Cano Giménez
Juan Cano Giménez (Polop, Marina Baixa, 1957) és un polític valencià del Partit Popular, del qual ha estat president local a Polop. Ha estat alcalde de Polop i regidor de la corporació en diferents etapes. Està casat i té dues filles.

## Biografia i carrera política

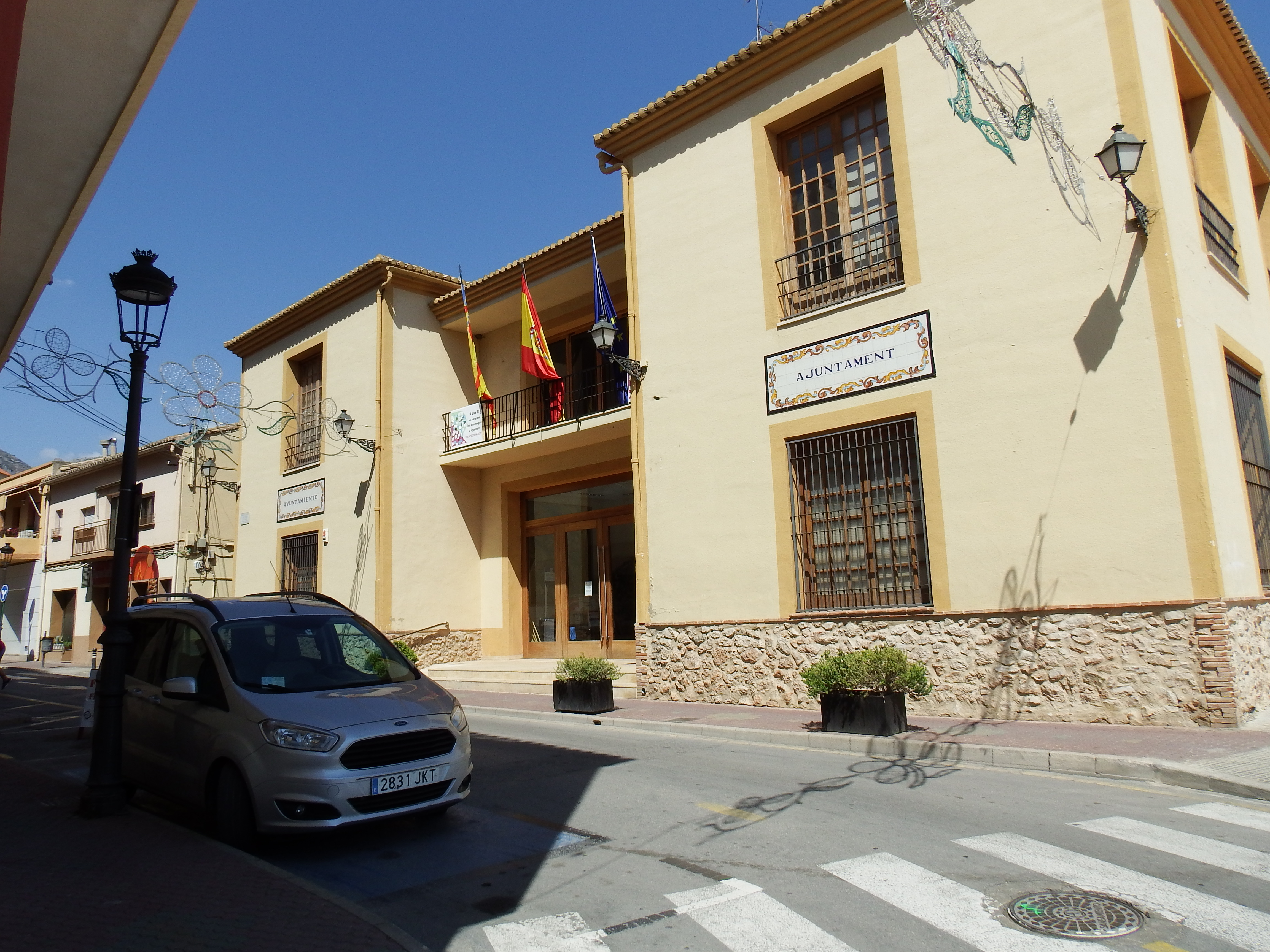
Ajuntament de Polop

Va ser regidor del PP a l'Ajuntament de Polop, amb Alejandro Ponsoda com a alcalde, des de 1995 fins a 2003. Va tornar de nou a la política l'any 2007 per petició d'Alejandro Ponsoda, el qual no volia a cap regidor de la legislatura anterior (2003-2007), finalment es va optar per incloure a María Dolores Zaragoza.
Els desacords dins de l'equip de govern es van fer patents en un ple de la Corporació de l'estiu de 2004 (sense Cano en la Corporació, aleshores). Es debatia la construcció d'un pàrquing a la zona de "L'Ermita". S'ha dit que el llavors regidor d'Urbanisme, Juan Andrés Llorens, va pagar als amos del terreny 70 milions de les antigues pessetes (uns 420.000 €) i que, per la seva banda, l'Ajuntament ja tenia venut aquest terreny a una altra empresa de Benidorm per més de 200 milions. L'aleshores regidor de Sanitat, Jaime Narbó, afectat personalment per aquesta proposta, es va saltar la disciplina del vot imposada pel seu partit i, malgrat que el PP (amb 6 regidors) tenia majoria absoluta, el vot de Narbó va ser decisiu perquè la moció es denegués amb els vots, també en contra, de PSPV-PSOE i Gent de Polop amb 3 i 2 regidors, respectivament.
Després de les eleccions municipals de 2007, Cano va entrar en la llista com a nombre 2 i Montiel ho va fer com a nombre 6. Els comicis van donar 6 regidors al PP i Ponsoda va seguir com a alcalde. Cano i Montiel van tornar a l'Ajuntament com a regidors d'urbanisme i turisme, entre altres regidories, respectivament. A la fi d'octubre de 2007, Ponsoda va ser tirotejat a la porta de la seva casa en la pedania de Xirles. Va morir als 8 dies i, en ple extraordinari, Juan Cano va ser escollit com a nou alcalde en substitució de Ponsoda.
Juan Cano és l'últim dels set detinguts per presumpta implicació en l'assassinat d'Alejandro Ponsoda. Arran del seu empresonament, Cano va dimitir com a alcalde des de la presó de Villena (conservant l'acta de regidor, encara que actualment no és membre del PP ni de la corporació municipal).
El 12 de gener de 2010, es va aixecar el secret del sumari per permetre que els acusats coneguessin quines proves hi havia contra ells. En el sumari s'indica una trama urbanística com a causa probable de l'assassinat de Ponsoda. En setembre del 2011 s'arxiva la causa urbanística.
María Dolores Zaragoza fou investida en ple extraordinari com a nova alcaldessa, la tercera persona que ocupava l'alcaldia en aquella legislatura. Amb posterioritat fou apartada del partit per a les eleccions municipals espanyoles de 2011, a causa de la manca d'entesat amb la resta de regidors del PP i amb la nova junta directiva que l'acompanyava, després de la dimissió de gairebé la totalitat de l'executiva.